# 우루과이의 코로나19 범유행
다음은 우루과이에서 일어나고 있는 코로나바이러스감염증-19 범유행에 대한 글이다.

## 연혁
3월 13일, 공공 보건부는 우루과이에서 처음 4건의 코로나 바이러스 사례를 확인했다고 밝혔다. 정부는 보건 위기를 선언했다.
3월 17일, 재정 경제부는 가격 폭리 상황을 방지하기 위해 알코올 젤, 정류 알코올 및 수술 용 마스크와 같은 제품 가격 목록을 발표하였다. 이 목록에는 제품을 구할 수 있는 위치와 각 위치의 가격이 나와 있다.
3월 19일, 유럽에서 증상이 있는 젊은 아르헨티나 인은 몬테비데오와 말도나도를 거쳐 COVID-19에 의해 시험을 받았다. 그 후 콜로니 아 델 새크라멘토 (Colonia del Sacramento)에서 여객선으로 부에노스 아이레스 (Buenos Aires)를 여행하여 400명의 여행자에게 강제 격리를 선고하였다.

## 같이 보기
- 나라별 코로나19 범유행
- 남아메리카의 코로나19 범유행